# M52 (Panzerhaubitze)
Die Panzerhaubitze M52 war eine mittlere Panzerhaubitze aus US-amerikanischer Produktion, die 1957 als Ersatz für die M7 Priest bei der Bundeswehr eingeführt wurde.

## Beschreibung
Die Panzerhaubitze M52 basierte auf dem Fahrgestell des M41 Walker Bulldog. Der Motor lag dabei in Fahrtrichtung vorne, so dass das Fahrzeug quasi rückwärts fuhr. Um das Rückwärtskippen der Fahrzeuge zu verhindern, wurde die hintere Umlenkrolle als sechste Laufrolle abgesenkt. Eine „Erdspornplatte“ wurde später zur Erhöhung der Sicherheit nachgerüstet.
Fehlende oder nicht funktionierende Rauchabsauger führten in dem geschlossenen  Kampfraum zu Problemen beim Einsatz. Das Bedienungskonzept der Panzerhaubitze war insgesamt veraltet. Ab Mitte der 1960er Jahre löste daher die Panzerhaubitze M109 die M52 ab.

## Nutzerstaaten
- Deutschland
- Griechenland
- Jordanien
- Spanien
- Taiwan
- Türkei